# Himiko (pols estel·lar)
Himiko és un núvol de pols interesetel·lar localitzat al transroig de z=6.6 que precedeix similars concentracions grans de gasos que emeten emissions Lyman-alpha. Quan fou descobert pel Telescopi Subaru, els investigadors digueren que potser és l'objecte més massiu descobert de l'univers primerenc. Es localitza a la Constel·lació de la Balena.
Aquest núvol gasós nebular es creu que és una protogalàxia, copsada en el moment de la seua formació. No s'han trobat marques espectroscòpiques d'altra cosa que no siga heli o hidrogen i la seua lluminositat no pot ser adscrita a l'efecte lent gravitacional, forats negres o excitacions externes. La falta de tota marca que no siga hidrogen o heli representen l'extrem caràcter primitiu de l'objecte i a més és prou primerenc com per a no estar contaminat de marques de carboni d'estrelles joves.
Mesura 55.000 anys llum de través (la meitat de la Via Làctia).
L'objecte astronòmic fou nomenat per una persona científica japonesa en referència a una reina japonesa del segle III.